# Giulio Bosetti
Giulio Bosetti (26 de diciembre de 1930 en Bérgamo - 24 de diciembre de 2009 en Milán) fue un actor y director italiano . 

## Carrera
Giulio Bosetti apareció en el cine, en la televisión y en el escenario más de 30 veces.  En 1972, narró el especial de televisión La vita de Leonardo da Vinci .  La biografía logró ganar un Globo de Oro al Mejor Especial de TV, y Bosetti fue nominado a un Emmy por Mejor Actor Continuada por un Actor en un Papel Principal. 
Uno de sus últimos trabajos fue Il Divo , en el que interpretó al periodista Eugenio Scalfari .  La película trata sobre la vida del italiano Giulio Andreotti , un hombre elegido primer ministro por el Parlamento siete veces desde su creación en 1946.

## Muerte
Giulio Bosetti murió dos días antes de cumplir 79 años en Milán de cáncer.

## Cine
- Morgan, el pirata (1960)
- La séptima espada (1962)
- Venus imperial (1962)
- El terrorista (1963)
- Hecho en Italia (1965)
- Incantato (2003)
- Buenos días, noche (2003)
- Il Divo (2008)